# Laclos par lui-même
Pour les articles homonymes, voir Laclos.
Laclos par lui-même est un essai biographique de Roger Vailland publié en 1953. L'auteur y retrace la vie de Choderlos de Laclos à travers une lecture des Liaisons dangereuses.

## Présentation
En 1953, Roger Vailland publie cet essai biographique sur un homme qu'il connaît bien et sur son roman fétiche Les liaisons  dangereuses, qu'il considère comme l'un des monuments de la littérature française et qu'il a beaucoup étudié. 
Ce travail minutieux sur l'œuvre et sur l'homme se situe pourtant en pleine époque de l'homme nouveau, et s'insère entre l'affaire du colonel Foster, sa pièce interdite, qui le mènera pendant plusieurs mois en Europe de l'Est et la première version de Beau Masque. Cette permanence dans le temps montre bien la continuité de la pensée de Vailland qui, en pleine 'saison communiste', s'intéresse toujours de près à Laclos et au 'libertinage' du couple Valmont-Merteuil.
Roger Vailland poursuit en 1956 par une biographie du cardinal de Bernis et en 1963 un nouvel essai biographique sur Suétone et son ouvrage historique intitulé Vie des douze Césars.

## Résumé

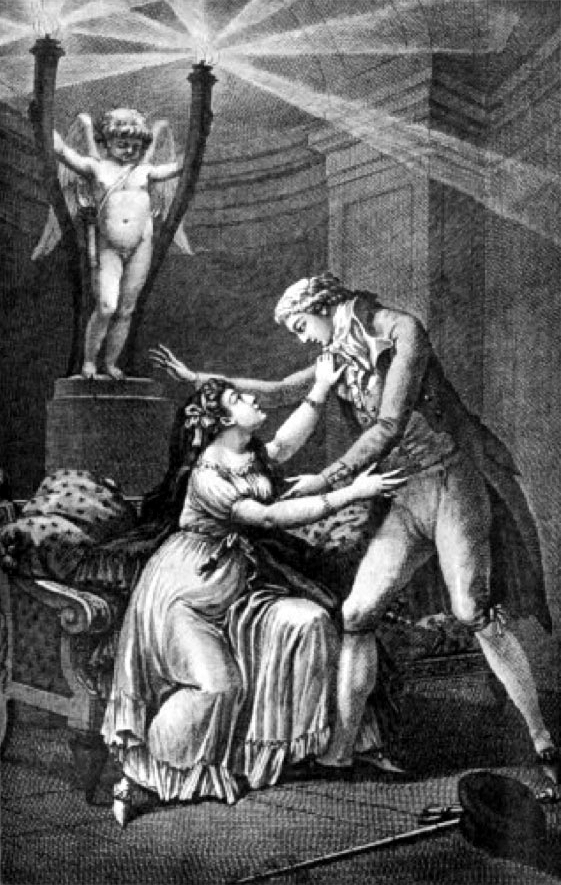
Les liaisons dangereuses

Derrière ce nom de grande famille, Pierre Ambroise Choderlos de Laclos, se cache en fait une famille bourgeoise, grand-père commerçant et père fonctionnaire. Le jeune Laclos souffre dans cette société cloisonnée du XVIIIe siècle où un homme de sa condition ne peut nourrir beaucoup d'ambitions : « Laclos était un officier besogneux que son petit nom et son absence de fortune contraignirent à faire carrière dans les garnisons de province » note Vailland.
Seule solution pour un fort en maths comme lui : entrer à l'école d'artillerie de La Fère. Mais dans la période de paix que vit alors la France, l'avenir est bien sombre et Laclos est envoyé à l'île de Ré pour y bâtir des fortifications contre les Anglais. Laclos rimaille alors, se voudrait 'bel esprit' mais dit-il dans l'un de ses poèmes :

Les beaux esprits souvent perdent leurs soins,

Tandis qu'un sot a le talent de plaire.

En vers, il conte fleurette à l'épouse de son supérieur le marquis de Montalembert, qui le rembarre vertement, ne voulant déchoir avec ce fils de fonctionnaire, « Laclos au début de sa triste carrière militaire, s'essaya à être insolent comme un vrai seigneur. Mais il ne sut qu'être sot » écrit Vailland. Alors il revint à l'écriture avec un projet précis et ambitieux : 
« Je résolus de faire un ouvrage qui sortît de la route ordinaire qui fît du bruit et qui retentît encore sur la terre quand j'y aurais passé » confie Laclos au comte Alexandre de Tilly. Ambition à la mesure de sa soif de réussite. Mais surtout à cette époque, on ne lui pardonne ni son talent ni et surtout pas la critique sociale de l'aristocratie d'alors. Le succès fut à la hauteur du scandale. Plus question de faire carrière. Point trop ne faut de littérature pour réussir dans la vie, conclut Vailland, tout le monde ne peut parier sur la postérité comme Stendhal.
Finalement, Laclos sera sauvé par la Révolution. Il jouera un rôle important au club des Jacobins et sera avec Brissot à l'origine des événements du Champ de Mars. Emprisonné avec les Girondins, il en sort à la chute de Robespierre. Réintégré dans l'armée en 1800, il finit général de brigade et inspecteur général de l'artillerie de l'armée de Naples.
C'est d'ailleurs en Italie qu'il décédera en septembre 1803.